# Juan Fernando Calle
Juan Fernando Calle Hurtado (Salgar, 18 juli 1999) is een Colombiaans wielrenner.

## Carrière
In 2019 won Calle verschillende wedstrijden in het Spaanse amateurcircuit en nam hij deel aan de wegwedstrijd voor beloften op het wereldkampioenschap, waarna hij in 2020 prof werd bij Caja Rural-Seguros RGA. In zijn eerste profjaar droeg hij één dag de leiderstrui in het jongerenklassement van de Ronde van de Algarve. Uiteindelijk werd hij achtste in dat klassement, op bijna dertien minuten van winnaar Remco Evenepoel. In 2022 stond Calle aan de start van de Ronde van de Alpen, maar werd na de eerste etappe gediskwalificeerd vanwege het hangen aan de ploegauto.

## Ploegen
- 2020 –  Caja Rural-Seguros RGA
- 2021 –  Caja Rural-Seguros RGA
- 2022 –  Caja Rural-Seguros RGA

Amezqueta · Aular · Bagües · Barceló · Barrenetxea · Calle · Cepeda · Cuadros · Etxeberria · García · González · Johnston · Lastra · Leitão · Martín · Murguialday · Nicolau · Nieve · Pira · Prades ·Schlegel  · Balderstone (stagiair) · López de Abetxuko (stagiair) · López (stagiair)